# Pampa bárbara
Pampa bárbara és una pel·lícula argentina del gènere de drama filmada en blanc i negre codirigida per Lucas Demare i Hugo Fregonese sobre el guió d'Homero Manzi i Ulises Petit de Muratque es va estrenar el 9 d'octubre de 1945 i que va tenir com a protagonistes a Francisco Petrone i Luisa Vehil.
Fragments d'aquest film van ser inclosos en la pel·lícula Aller simple (Tres historias del Río de la Plata) (1998).
En una enquesta de les 100 millors pel·lícules del cinema argentí duta a terme pel Museo del Cine Pablo Ducrós Hicken l'any 2000, la pel·lícula va aconseguir el lloc 24.

## Sinopsi
La pel·lícula està ambientada en 1833 en l'escenari de la lluita a la frontera entre pobles originaris i blancs però centrada en la vida dels qui vivien en els fortins i, especialment, de les dones, tant les indígenes captives com les "fortineras" enviades pel govern central per a evitar desercions.

## Crítiques
Raúl Manrupe i María Alejandra Portela van opinar que la pel·lícula “estava narrada amb excepcional acció i dramatisme. La vegetació, els cels i els horitzons són els elements que manen visualment dominant el destí dels personatges. Menys cèlebre que La guerra gaucha, i menys “històrica”, el pas dels anys ha afectat menys el seu gran efecte emocional. Un títol bàsic i el millor en el seu tema”.
La pel·lícula va tenir una versió hollywoodense titulada Pampa salvaje el 1966, dirigida per Fregonese, protagonitzada per actors de la talla de Robert Taylor i Rosenda Monteros.

## Repartiment
- Francisco Petrone... Comandante Hilario Castro
- Luisa Vehil... Camila Montes
- Enrique Muiño … Narrador
- María Esther Gamas... Dominga
- Roberto Fugazot
- María Concepción César... Lulú Gonzalez
- Pablo Cumo
- Tito Alonso... Chango
- René Mugica
- Domingo Sapelli
- Froilán Varela
- Judith Sulian
- Margarita Corona
- Juan Bono
- Luis Otero... Artemio
- Jorge Molina Salas
- Orestes Soriani
- Aurelia Ferrer